# Sufflamen albicaudatum
Espèce
Le baliste à gorge bleue et queue blanche (Sufflamen albicaudatum) est une espèce de poissons de la famille des  Balistidae de l'ouest de l'océan Indien. De temps en temps, on peut trouver des spécimens dans le commerce. Il atteint en moyenne 22 cm de longueur.